# Aeroporto di Addis Abeba-Bole
L'Aeroporto di Addis Abeba-Bole (IATA: ADD, ICAO: HAAB) (in amarico: ቦሌ ዓለም አቀፍ አየር ማረፊያ ) è la più importante struttura aeroportuale dell'Etiopia e prende il nome dalla frazione di Bole, nella parte meridionale di Addis Abeba.

## Descrizione
Precedentemente intitolato a Haile Selassie I, la struttura è il principale hub della compagnia aerea di bandiera Ethiopian Airlines che effettua voli sia di linea sia cargo con destinazioni sia nel continente africano, come in Europa, Asia e nord America. È anche il principale centro di addestramento piloti e di attività di manutenzione in Africa.
Nel 2003 è stato inaugurato il nuovo terminal internazionale che è uno dei più grandi del continente, mentre veniva completata la nuova pista di decollo lunga 3.800 m.
Nel 2008, lo scalo ha gestito 6.295.713 passeggeri.